# André Monleau
André Monleau, né le 1er décembre 1759 à Avignon (Vaucluse), mort le 10 février 1810 à Givet (Ardennes), est un général français de la Révolution et de l’Empire.

## États de service
Le 26 octobre 1792, il est élu lieutenant-colonel au 1er bataillon de volontaires de la Meurthe, et il sert à l’armée du Nord de 1792 à 1794.
Il est nommé chef de brigade en octobre 1793, et il est promu général de brigade le 20 novembre suivant à l’armée d’Italie. Le 13 décembre 1795, il rejoint l’armée des côtes de Cherbourg. 
En janvier 1796, il commande Valognes, puis le 16 mai Mortagne, avant d’être envoyé en Italie le 25 juin, pour prendre le commandement de la citadelle de Milan le 5 octobre 1796. Les 14 et 15 janvier 1797, il commande une brigade d’infanterie de la division Serrurier à la bataille de Rivoli. Le 4 février 1797, il commande Pavie, puis le 5 mars Porto-Legango. Il est réformé le 18 mars 1797.
Remis en activité, il sert en 1799 et 1800, à l’Armée du Danube, et il est de nouveau réformé le 21 mai 1801.
Le 30 juin 1801, il est employé comme commandant de Givet et de Fort de Charlemont. Il est fait officier de la Légion d’honneur le 14 juin 1804.
Il meurt en activité le 10 février 1810, à Givet.

## Sources
- (en) « Generals Who Served in the French Army during the Period 1789 - 1814: Eberle to Exelmans »
- Thierry Pouliquen, « Les généraux français et étrangers ayant servis [sic] dans la Grande Armée » (consulté le 15 juillet 2014)
- (pl) « Napoléon.org.pl »
- Côte S.H.A.T.: 8 YD 392